# あわじ (掃海艦)
あわじ（ローマ字：JS Awaji, MSO-304）は、海上自衛隊の掃海艦。あわじ型掃海艦の1番艦。艦名は淡路島に由来する。旧海軍御蔵型海防艦「淡路」、たかみ型掃海艇「あわじ」に次いで日本の艦艇としては3代目。
本記事は、本艦の艦暦について主に取り扱っているため、性能や装備等の概要についてはあわじ型掃海艦を参照されたい。

## 艦歴
「あわじ」は、平成25年度計画掃海艦304号艦として、JMU横浜事業所鶴見工場で2014年2月27日に起工され、2015年10月27日に進水、2016年9月24日に公試開始、2017年3月16日に就役し、掃海隊群第1掃海隊に編入され横須賀に配備された。
同年7月18日から7月30日にかけて陸奥湾での機雷戦訓練及び掃海特別訓練に参加。
2018年7月18日から7月30日にかけて陸奥湾での機雷戦訓練及び掃海特別訓練（日米印共同訓練）に参加。
2019年6月15日から6月24日までの間、掃海母艦「うらが」、掃海艦「ひらど」、掃海艇「はつしま」、「つのしま」、「なおしま」、「とよしま」、「あおしま」と共に令和元年度実機雷処分訓練及び掃海特別訓練（日米共同訓練）に参加し、硫黄島周辺海域にてアメリカ海軍の第5機動水中処分隊501小隊と共同して機雷掃海、機雷掃討、水中処分員による機雷処分訓練を実施。
2020年6月17日から6月26日までの間、掃海母艦「うらが」、掃海艦「ひらど」、掃海艇「えのしま」、「みやじま」、「いずしま」、「ししじま」、「ちちじま」と共に令和2年度実機雷処分訓練に参加し、硫黄島周辺海域にて機雷掃海、機雷掃討、水中処分員による機雷処分訓練を実施。
同年11月6日、令和4年度自衛隊国際観艦式に参加。
2023年1月19日から掃海母艦「うらが」とともに令和4年度インド太平洋・中東方面派遣（IMED23：Indo-Pacific and Middle East Deployment 23）に参加し、2月26日から3月19日にかけてバーレーン王国周辺海域において実施された米国主催国際海上訓練 International Maritime Exercise/ CUTLASS EXPRESS 2023（IMX/CE23）に参加した。なお、派遣期間中、インド共和国、カンボジア王国、シンガポール共和国、バングラデシュ人民共和国、バーレーン王国、フィリピン共和国、ブルネイ・ダルサラーム国、ベトナム社会主義共和国、モルディブ共和国に寄港し、親善訓練等を行ったのち、5月13日に帰国した。
2025年2月19日から3月2日にかけて、沖縄周辺海空域において実施される日米共同訓練に輸送艦「くにさき」、掃海艇「ちちじま」とともに参加する。米海軍からは強襲揚陸艦「アメリカ」、ドック型輸送揚陸艦「ラッシュモア」、遠征用海上基地艦「ジョン・Ｌ・キャンリー」、掃海艦「ウォーリア」が参加し、船舶誘導訓練、PHOTOEX等を実施する。

### 歴代艦長
| 代 | 氏名     | 在任期間              | 前職                   | 後職                                | 備考          |
| -- | -------- | --------------------- | ---------------------- | ----------------------------------- | ------------- |
| 1  | 小林倫彦 | 2017.3.16 - 2018.3.22 | あわじ艤装員長         | 掃海隊群司令部                      |               |
| 2  | 中川宏隆 | 2018.3.23 - 2019.6.30 | 自衛艦隊司令部幕僚     | 函館基地隊付                        | 就任時3等海佐 |
| 3  | 大村一   | 2019.7.1 - 2021.3.29  | 掃海業務支援隊         | 水陸両用戦・機雷戦戦術支援隊        | 3等海佐       |
| 4  | 元田雄三 | 2021.3.30 - 2022.3.21 | 掃海隊群司令部         | 海上自衛隊幹部候補生学校第1学生隊長 |               |
| 5  | 田口拓馬 | 2022.3.22 - 2023.8.0  | 横須賀地方総監部防衛部 |                                     | 3等海佐       |
| 6  | 志鎌寿透 | 2023.8.0 -            |                        |                                     | 3等海佐       |

## ギャラリー

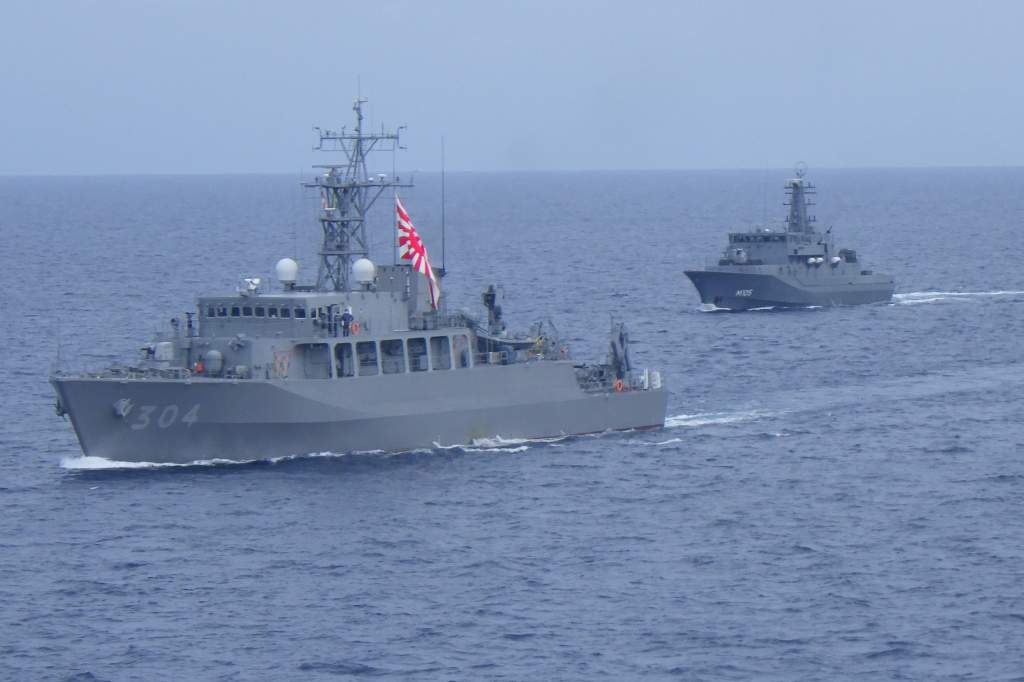
IMED23における「あわじ」とシンガポール海軍掃海艇「BEDOK」
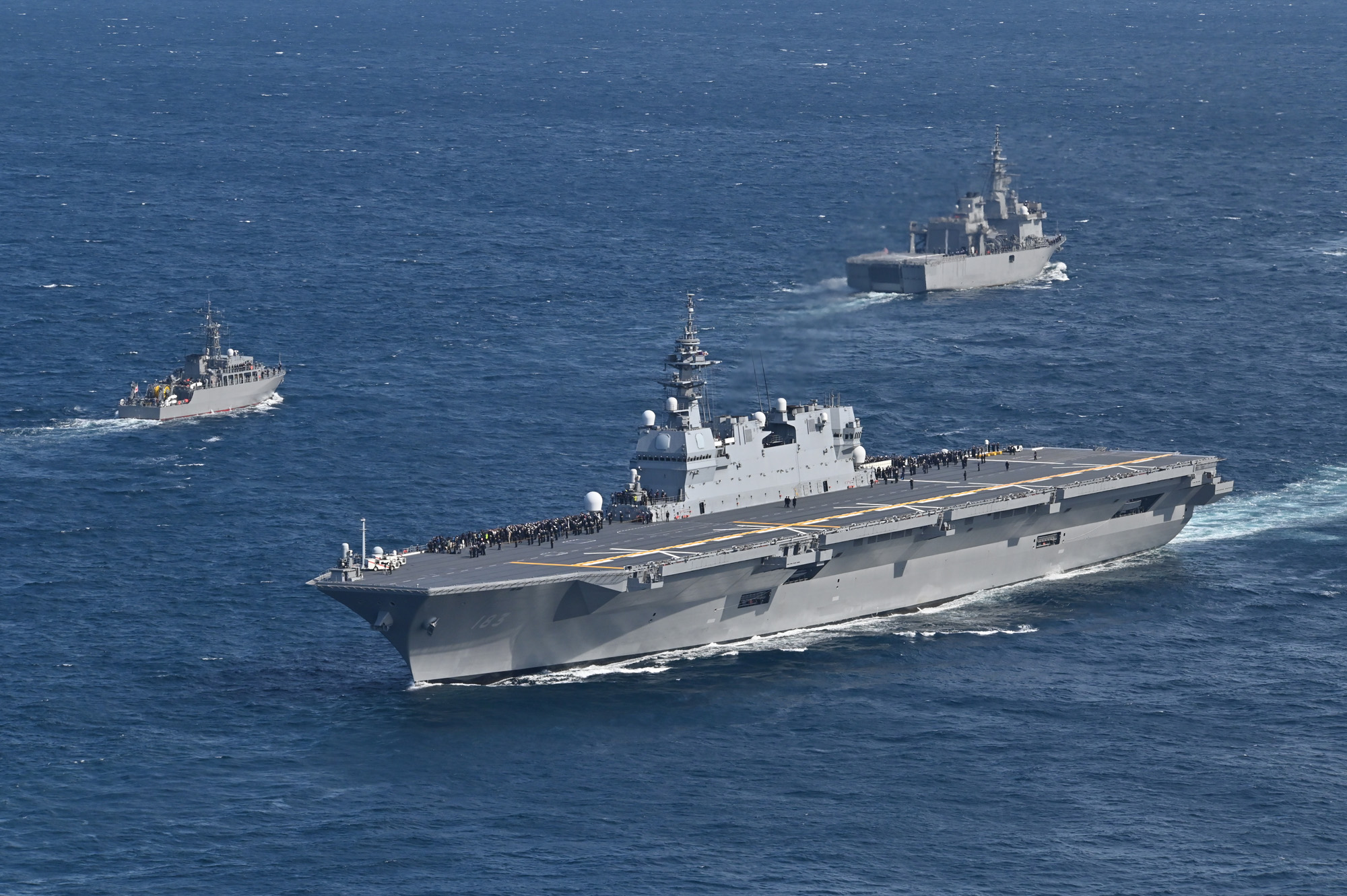
令和4年度自衛隊国際観艦式において、観閲艦「いずも」と反航する「あわじ」
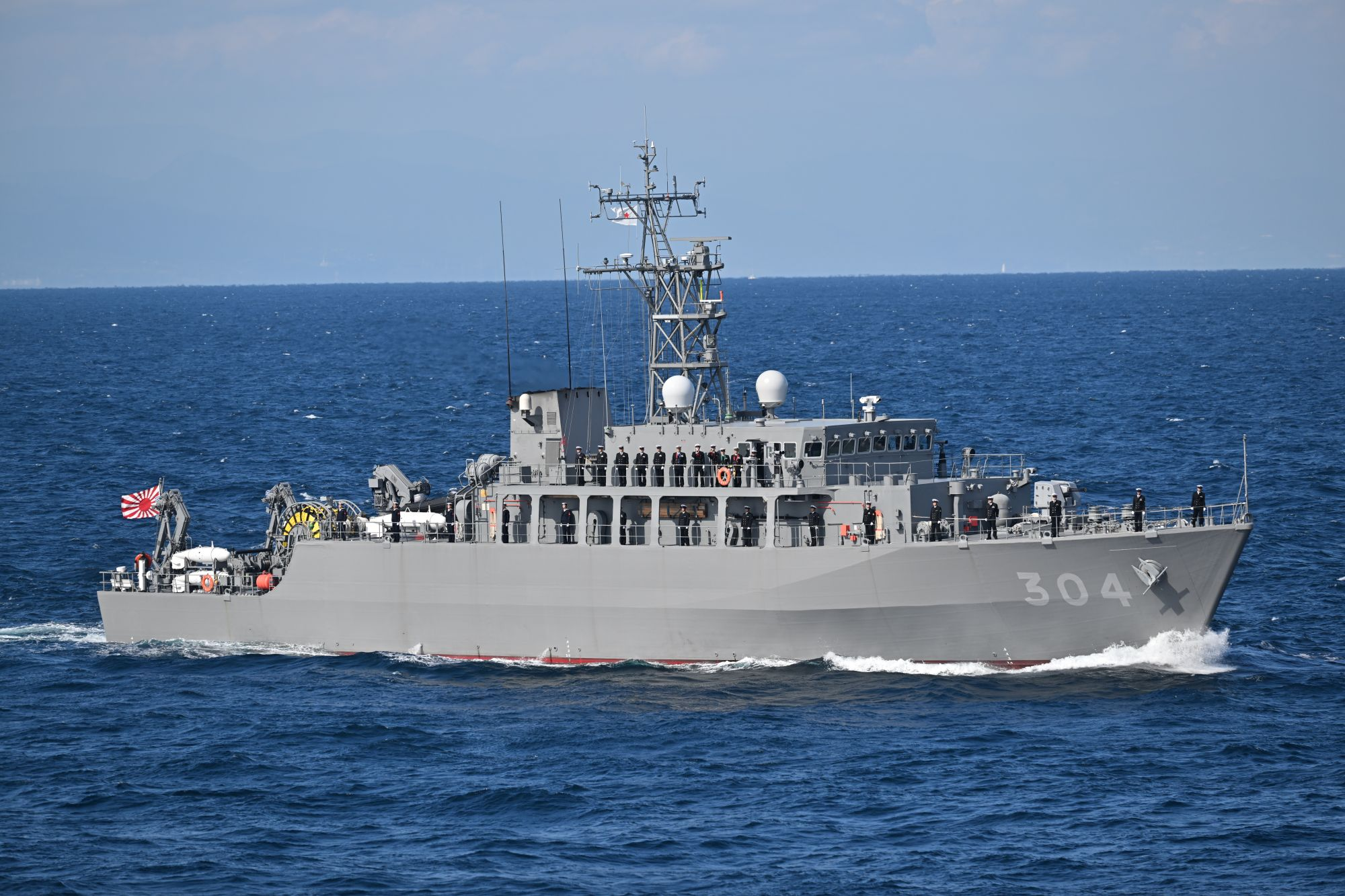
令和4年度国際観艦式において観閲を受ける掃海艦「あわじ」
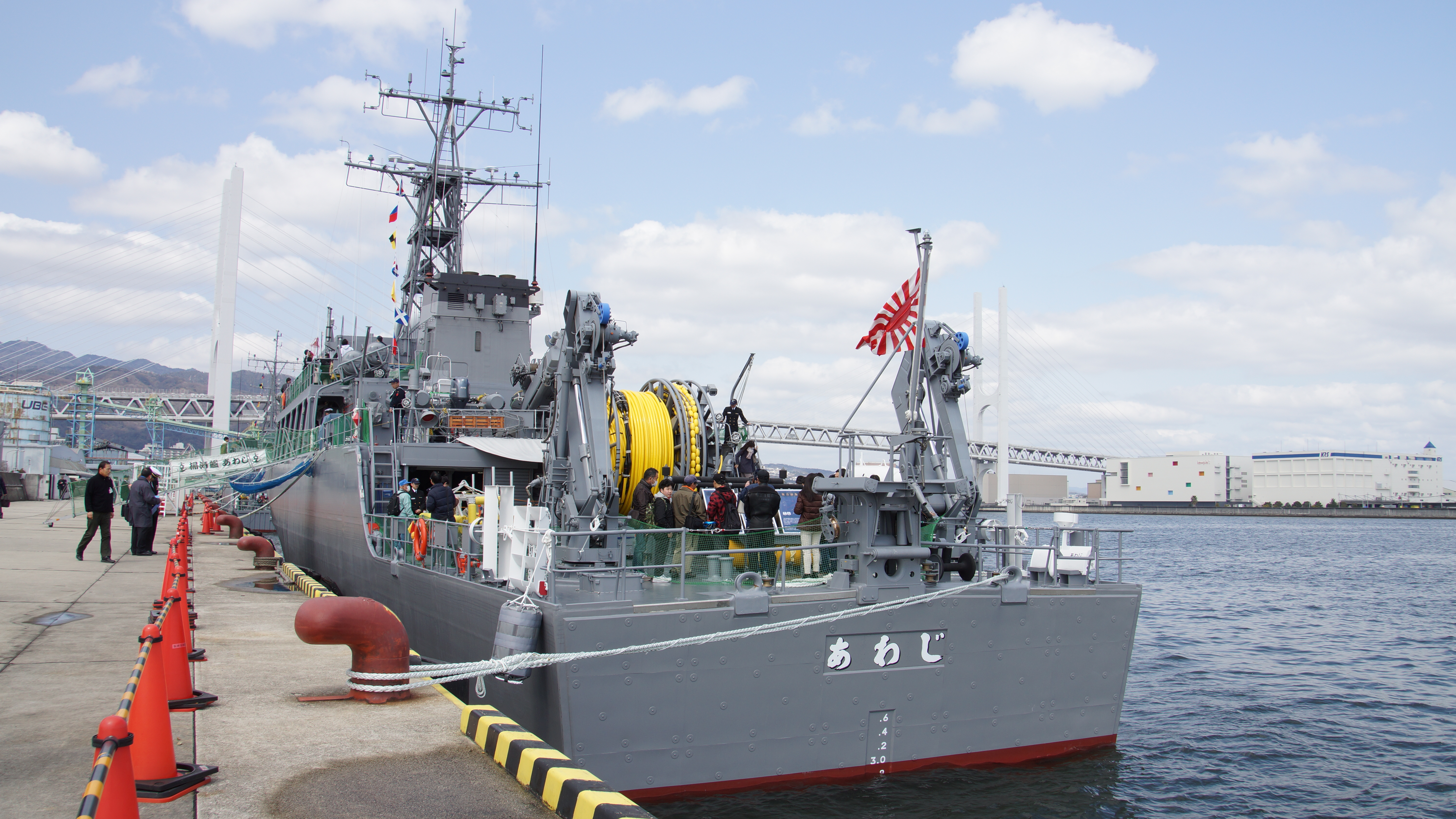
阪神基地隊における一般公開